# Eurasianet
Eurasianet és una pàgina web localitzada als Estats Units que proporciona notícies, informació i anàlisi de països de l'Àsia central, la regió del Caucas, Rússia i Àsia Occidental. Anteriorment a càrrec del Projecte Central Eurasia de les Open Society Foundations, Eurasianet va convertir-se en una organització independent el 2016. Els mitjans de comunicació en línia estan hostatjats a l'Institut Harriman de la Universitat de Colúmbia. El lloc rep finançament de Google i de la National Endowment for Democracy.
Eurasianet va guanyar el premi EPpy per la seva pàgina web de característica especial en el Kyrgyz Revolution Revisited (2007) i per la Millor Newssite amb menys de 250.000 visitants mensuals (2011).